# Breznica (Žagubica)
Pour les articles homonymes, voir Breznica.
Breznica (en serbe cyrillique : Брезница ; en valaque : Briezniţa) est un village de Serbie situé dans la municipalité de Žagubica, district de Braničevo. Au recensement de 2011, il comptait 149 habitants.

## Démographie

### Évolution historique de la population
| 1948 | 1953 | 1961 | 1971 | 1981 | 1991 | 2002 | 2011 |
| ---- | ---- | ---- | ---- | ---- | ---- | ---- | ---- |
| 415  | 402  | 375  | 354  | 305  | 267  | 211  | 149  |

|  |